# モントーク・モンスター
モントーク・モンスター（Montauk monster、モントークの怪物）は、2008年7月にアメリカ合衆国ニューヨーク州南部のモントーク岬の海岸で発見された動物の死体。一見すると奇怪な形状で、それまで知られていたどの動物にも似ていないように見えたため、モンスターと呼ばれ、未確認動物かと話題になったが、専門家らによってアライグマもしくはイヌ、即ち既知の動物と判断されている。

## 経緯

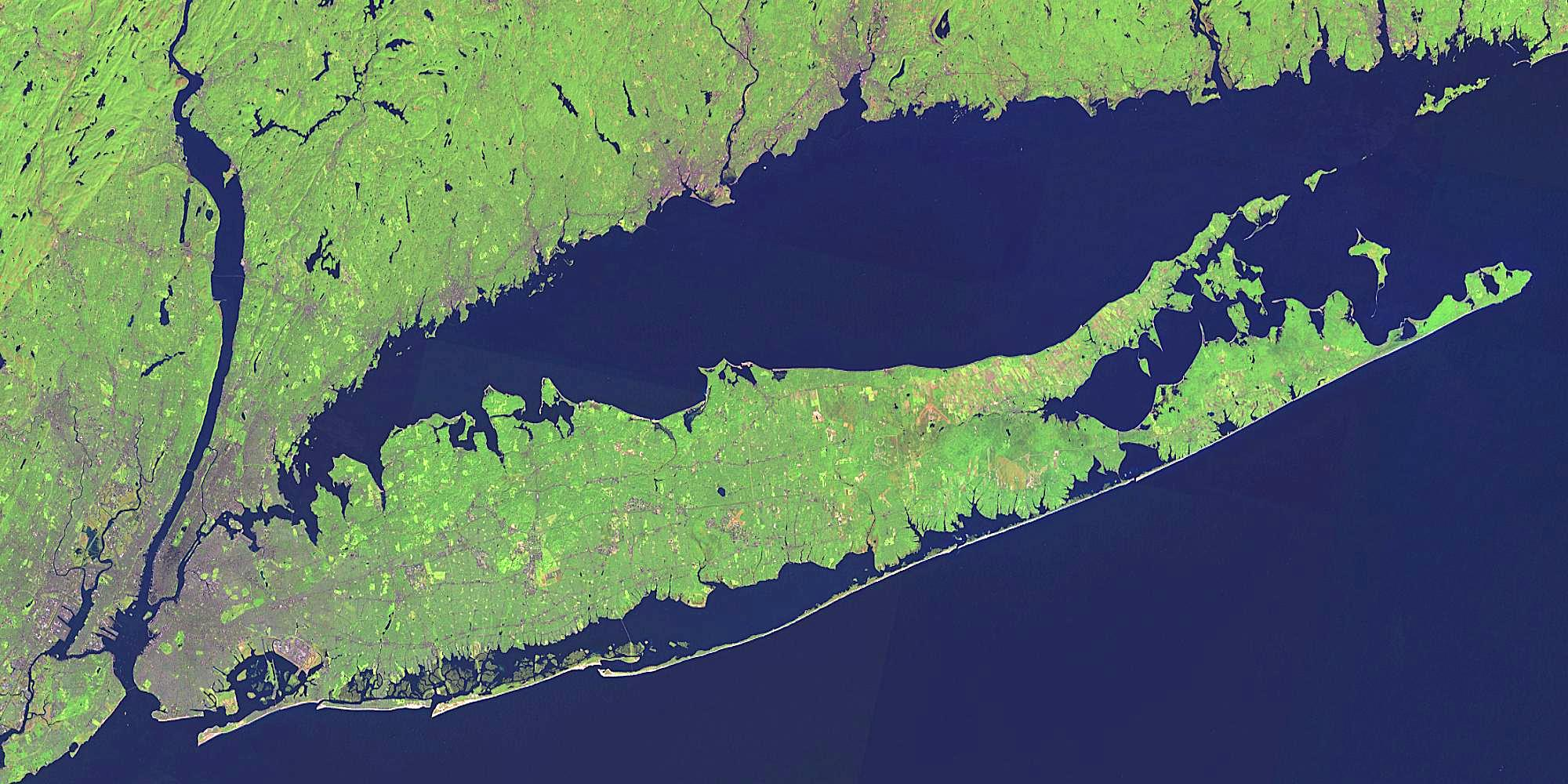
ロングアイランド島。画像の右端に細長く突き出ているのがモントーク岬。

発見地はニューヨーク州のロングアイランド西端に突き出たモントーク岬で（地図参照）、死体となって砂浜に打ち上げられていた。発見の状況については幾分情報が錯綜している。『謎解き超常現象』（ASIOS編）によれば、2008年7月12日、この付近に来たジェナ・ヒューイットら3人の女性が発見し、写真に撮ってマスコミに提供したという。一方、ケーブルテレビの「ヒストリーチャンネル」で放送している「未確認モンスターを追え（Monster Quest）第37回」では、クリスティーナ・パンパローンという女性が7月12日に発見、撮影したが、それ以前に他の人（ジェナ・ヒューイットら?）が撮った写真がマスコミに報じられたという事である。
いずれにしても、複数の人物によって多様なアングルから撮影された写真が発表されたので、多くの人々の関心を呼び、また専門家の調査にも役立った。ただし、死体そのものは再び海に流されたか、誰かが持ち去ったのか、残っておらず、DNA検査等必要な調査はできなくなっている。

## 憶測
頭部には嘴（くちばし）を思わせる突出があり、歯も鋭く、体毛も無く、体型も既知の動物とは異なるような印象であるため、キメラもしくは未確認動物とする説も出された。現場から30キロメートルほどの所にある家畜疾病センターは、1954年まで軍の施設であったため、ここで遺伝子操作をして作られた新生物だという話もあった。

## 正体
しかし、米英の動物学や古生物学の専門家らが画像を検討した結果、頭部や四肢の形状からアライグマと考えて何の矛盾もないとされている。当初発表された画像では嘴のように見えた突起も、違う角度からの写真では上顎骨である事がわかり、体毛も一部残っていた。また、家畜疾病センターの所長は、当センターは1956年に農務省の管轄になり、軍の仕事とは一切関係ない事、遺伝子操作は一切行なっていない事を明言し、モントーク・モンスターの正体は、顎骨の特徴から考えてボクサーもしくはブルドッグなどのイヌであると言う。

## 資料・情報源
- ASIOS (2009). 謎解き超常現象. 彩図社. p. 135. ISBN 9784883926862
- 『ムー』2008年10月号、学研
- ヒストリーチャンネル『未確認モンスターを追え（Monster Quest）』第37回放送
- 並木伸一郎 (2014). ヴィジュアル版　ＵＭＡ生態図鑑. 学研プラス. p. 174. ISBN 9784059145592
- 並木伸一郎 (2017). 世界ＵＭＡショック. マガジンランド. p. 257. ISBN 9784944101733